# Kylie Cantrall
Kylie Lorena Cantrall (Los Ángeles, California, 25 de junio de 2005) es una actriz, cantante, compositora y personalidad mediática estadounidense. Comenzó su carrera con su canal de YouTube bajo el seudónimo "Hello Kylie".
Entre su carrera como actriz, ella interpretó el papel protagonista como Gabby Duran en la serie de televisión Gabby Duran & the Unsittables (2019-2021), un papel recurrente como Dani en la cuarta temporada de High School Musical: el musical: la serie (2023), y protagonizó en las películas de Descendants interpretando a Red en Descendants: The Rise of Red (2024) y su secuela Descendants: Wicked Wonderland (2026). Entre sus papeles de voz, ella interpretó un papel principal como Savannah en la película animada Ron da error (2021), y un papel recurrente como White Tiger en la serie animada de televisión Spidey and His Amazing Friends (2024-presente).
Como cantante, ella ha grabado varios sencillos, con su primer extended play, B.O.Y., siendo lanzado en 2025.

## Vida personal
Cantrall es de ascendencia venezolana por parte de su madre.

## Carrera
Cantrall comenzó a transmitir en YouTube a la edad de ocho años bajo el nombre "Hello Kylie". Luego pasó a la actuación, donde se convirtió en actriz invitada en series de televisión como Bizaardvark o Raven's Home. En 2016, Cantrall firmó con una agencia de gestión de talentos. Fue elegida para el papel principal en la serie Gabby Duran & the Unsittables, que se emitió en Disney Channel del 2019 al 2021; ella también interpretó el tema de apertura de la serie.
Cantrall tiene varios sencillos en su haber como "No Reason", "That's What I'm Talkin' About" y "Feeling Some Kinda Way", que han acumulado millones de visitas en YouTube. Apareció en la canción de R3hab y Jonas Blue "Sad Boy", lanzada el 10 de septiembre de 2021, como artista destacada con Ava Max.
En septiembre de 2022, se anunció durante la D23 Expo que Cantrall sería parte del elenco principal de la cuarta entrega de la serie de películas Descendants, Descendants 4, posteriormente titulada oficialmente como Descendants: The Rise of Red, en el papel principal de Red, hija de la Reina de Corazones. En el mismo mes, se anunció que se convertiría en miembro recurrente del elenco de la temporada 4 de High School Musical: el musical: la serie.
En 2022, Cantrall inició en TikTok una serie de videos bajo el título “10 Minute Songs”, enfocados en componer canciones que incluyen tres palabras propuestas por sus fans en un lapso de 10 minutos, varias de las cuales fueron incluidas en su primer EP, 10 Minute Songs (Volumen 1), lanzado en diciembre de 2023.

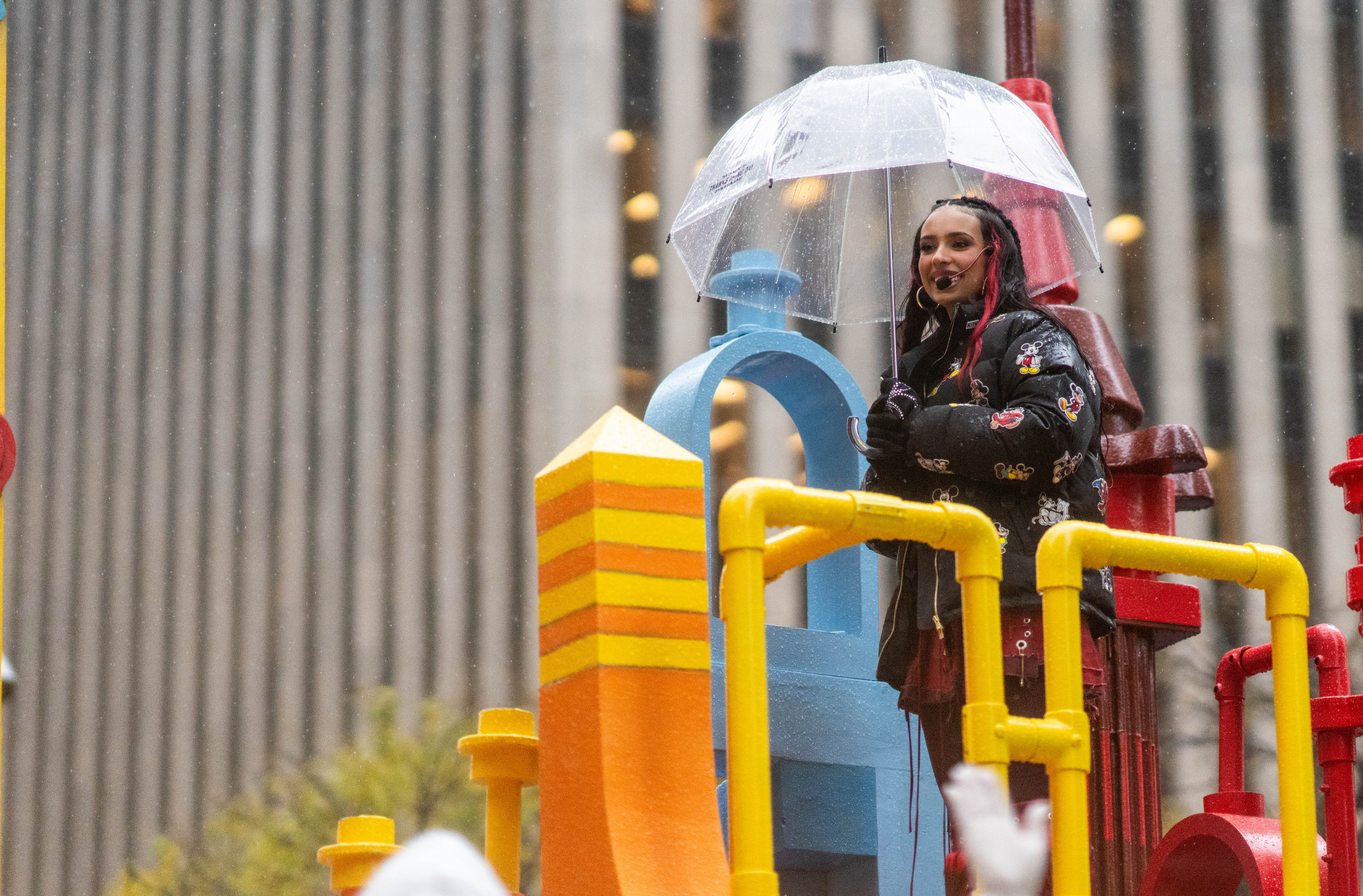
Cantrall en el Desfile del día de Acción de Gracias de Macy's en 2024.

En agosto de 2023, Cantrall se convirtió en embajadora de la marca de cosméticos TruSkin, siendo la primera embajadora de la marca.
En mayo de 2024 colaboró con Alan Walker para la canción "Unsure". En el mismo año comenzó un papel recurrente de voz como White Tiger en la serie animada de televisión Spidey and His Amazing Friends. Después de grabar varios sencillos, Cantrall lanzó su primer extended play, B.O.Y., en 2025, en el mismo año comenzando las filmaciones de la película Descendants: Wicked Wonderland, de nuevo en su papel como Red, la cual se estrenaría en 2026.

## Filmografía

### Películas
| Año  | Título                                     | Papel           | Notas                                     |
| ---- | ------------------------------------------ | --------------- | ----------------------------------------- |
| 2021 | Ron da error                               | Savannah Meades | Papel de voz                              |
| 2024 | Descendants: The Rise of Red               | Red             | Papel protagonista; Película para Disney+ |
| 2024 | Wickedly Sweet: A Descendants Short Story  | Red             | Cortometraje; Papel de voz                |
| 2025 | Shuffle of Love: A Descendants Short Story | Red             | Cortometraje                              |
| 2026 | Descendants: Wicked Wonderland             | Red             | Papel protagonista; Película para Disney+ |

### Televisión
| Año           | Título                                           | Papel                        | Notas |
| ------------- | ------------------------------------------------ | ---------------------------- | --- |
| 2018          | Bizaardvark                                      | Tessa                        | Episodio: "Paige is Wrong"                                                                                   |
| 2018          | Raven's Home                                     | Jasmine                      | 3 episodios - "Sleevemore Part One: Frozen" - "Sleevemore Part Two: Found" - "Sleevemore Part Three: Future" |
| 2019–2021     | Gabby Duran & the Unsittables                    | Gabby Duran                  | Papel protagonista                                                                                           |
| 2019          | Just Roll with It                                | Intérprete Zombie de Musical | Episodio: "Just Roll with It: You Decide LIVE"                                                               |
| 2019          | Disney Hall of Villains                          | Ella misma                   | Especial de televisión                                                                                       |
| 2019          | Disney Channel Holiday Party @ Walt Disney World | Ella misma                   | Especial de televisión                                                                                       |
| 2020          | Descendants Remix Dance Party                    | Ella misma                   | Especial de televisión                                                                                       |
| 2021          | Doogie Kameāloha, M.D.                           | Olivia                       | Episodio: "Career Babes"                                                                                     |
| 2023          | High School Musical: el musical: la serie        | Dani                         | Papel recurrente                                                                                             |
| 2024–presente | Spidey and His Amazing Friends                   | White Tiger                  | Papel recurrente de voz                                                                                      |
| 2024          | Spidey and His Amazing Friends                   | Entusiasta de Bichos Adulta  | Papel de voz; Episodio: "Lizard's Buggy Bonanza"                                                             |
| 2025          | Cartoonified with Phineas and Ferb               | Ella misma                   | Papel de voz; Episodio: "Kylie Cantrall"                                                                     |

## Discografía

### Álbumes

#### Extended plays
| Título | Detalles                                                                                       |
| ------ | ---------------------------------------------------------------------------------------------- |
| B.O.Y. | - Lanzamiento: 7 de mayo de 2025 - Sello: Artist Partner Group - Formato: CD, descarga digital |

#### Recopilatorios
| Título                     | Detalles                                                                                         |
| -------------------------- | ------------------------------------------------------------------------------------------------ |
| 10 Minute Songs (Volume 1) | - Lanzamiento: 25 de diciembre de 2023 - Sello: Artist Partner Group - Formato: Descarga digital |

#### Bandas sonoras
| Título                                                                         | Detalles                                                                                        |
| ------------------------------------------------------------------------------ | ----------------------------------------------------------------------------------------------- |
| High School Musical: The Musical: The Series: The Soundtrack: The Final Season | - Lanzamiento: 25 de julio de 2023 - Sello: Walt Disney Records - Formato: CD, descarga digital |
| Descendants: The Rise of Red                                                   | - Lanzamiento: 12 de julio de 2024 - Sello: Walt Disney Records - Formato: CD, descarga digital |

### Sencillos
| Título                                                  | Año  | Posiciones en Listas | Álbum                        |
| Título                                                  | Año  | US Bub.              | Álbum                        |
| ------------------------------------------------------- | ---- | -------------------- | ---------------------------- |
| "Sleep Is 4 Suckas"                                     | 2016 | —                    | Sin álbum                    |
| "Abraca Dab Bruh"                                       | 2016 | —                    | Sin álbum                    |
| "Feature from Quavo"                                    | 2017 | —                    | Sin álbum                    |
| "The Party Follows Me" (con Lexee Smith)                | 2017 | —                    | Sin álbum                    |
| "Shake"                                                 | 2017 | —                    | Sin álbum                    |
| "That's What I'm Talkin' Bout"                          | 2019 | —                    | Sin álbum                    |
| "Feeling Some Kinda Way"                                | 2019 | —                    | Sin álbum                    |
| "I Do My Thing" (from Gabby Duran & the Unsittables)    | 2019 | —                    | Sin álbum                    |
| "Calling All the Monsters"                              | 2019 | —                    | Sin álbum                    |
| "Sucker"                                                | 2019 | —                    | Sin álbum                    |
| "No Reason"                                             | 2020 | —                    | Sin álbum                    |
| "Switch Phones"                                         | 2021 | —                    | Sin álbum                    |
| "Texts Go Green"                                        | 2023 | —                    | Sin álbum                    |
| "Santa Tell Me"                                         | 2023 | —                    | Sin álbum                    |
| "Put the Record On"                                     | 2023 | —                    | 10 Minute Songs (Volume 1)   |
| "Elastic"                                               | 2024 | —                    | Sin álbum                    |
| "Boo'd Up"                                              | 2024 | —                    | Sin álbum                    |
| "What's My Name (Red Version)" (con China Anne McClain) | 2024 | —                    | Descendants: The Rise of Red |
| "Unsure" (con Alan Walker)                              | 2024 | —                    | Walkerworld 2.0              |
| "Red" (con Alex Boniello)                               | 2024 | 13                   | Descendants: The Rise of Red |
| "Boy For a Day"                                         | 2024 | —                    | B.O.Y.                       |
| "Goodie Bag"                                            | 2025 | —                    |                              |
| "Denim"                                                 | 2025 | —                    |                              |

#### Como artista Invitada
| Title                                                       | Year | Album     |
| ----------------------------------------------------------- | ---- | --------- |
| "Sad Boy" (R3hab & Jonas Blue con Ava Max & Kylie Cantrall) | 2021 | Sin álbum |

#### Sencillos promocionales
| Título | Año  | Álbum     |
| --- | ---- | --------- |
| "Red Christmas" | 2024 | Sin álbum |
| "Wickedly Sweet" (from "Wickedly Sweet: A Descendants Short Story") (con Dara Reneé, Ruby Rose Turner & Malia Baker) | 2024 | Sin álbum |

### Otras apariciones en Listas
| Título                                 | Año  | Otros artista(s)               | Álbum                                                                          |
| -------------------------------------- | ---- | ------------------------------ | ------------------------------------------------------------------------------ |
| "Santa Claus Is Comin' to Town"        | 2019 |                                | Disney Channel Holiday Hits 2019                                               |
| "What's My Name (Dance Remix)"         | 2020 | ZaZa                           | Descendants Remix Dance Party                                                  |
| "High School Musical"                  | 2023 |                                | High School Musical: The Musical: The Series: The Soundtrack: The Final Season |
| "Love Ain't It"                        | 2024 | Rita Ora, Brandy & Malia Baker | Descendants: The Rise of Red                                                   |
| "Fight of Our Lives"                   | 2024 | Malia Baker                    | Descendants: The Rise of Red                                                   |
| "Life Is Sweeter"                      | 2024 | Descendants – Cast             | Descendants: The Rise of Red                                                   |
| "Life Is Sweeter (Reprise)"            | 2024 | Rita Ora                       | Descendants: The Rise of Red                                                   |
| "Life Is Sweeter (Remix)"              | 2024 | Descendants – Cast             | Descendants: The Rise of Red                                                   |
| "Bad Reputation"                       | 2024 |                                | Descendants: The Rise of Red                                                   |
| "Red (Halloween Remix)"                | 2024 | Alex Boniello                  | Descendants: The Rise of Red - Halloween EP                                    |
| "Love Ain't It (Halloween Remix)"      | 2024 | Rita Ora, Brandy & Malia Baker | Descendants: The Rise of Red - Halloween EP                                    |
| "Fight of Our Lives (Halloween Remix)" | 2024 | Malia Baker                    | Descendants: The Rise of Red - Halloween EP                                    |

### Videos musicales
| Título                          | Año                    | Otros artista(s)                 | Director                            | Ref.                   |
| Como artista Principal          | Como artista Principal | Como artista Principal           | Como artista Principal              | Como artista Principal |
| ------------------------------- | ---------------------- | -------------------------------- | ----------------------------------- | ---------------------- |
| "Sleep Is 4 Suckas"             | 2016                   |                                  | Nayip Ramos                         | [ 58 ]                 |
| "Abraca Dab Bruh"               | 2016                   |                                  | Nayip Ramos                         | [ 59 ]                 |
| "The Party Follows Me"          | 2017                   | Lexee Smith                      | Sir Francis Michael                 | [ 60 ]                 |
| "Shake"                         | 2017                   |                                  | Nayip Ramos                         | [ 61 ]                 |
| "That's What I'm Talkin' Bout"  | 2019                   |                                  |                                     | [ 62 ]                 |
| "Feeling Some Kinda Way"        | 2019                   |                                  |                                     | [ 63 ]                 |
| "I Do My Thing"                 | 2019                   |                                  |                                     | [ 64 ]                 |
| "Calling All the Monsters"      | 2019                   |                                  |                                     | [ 65 ]                 |
| "Sucker"                        | 2019                   |                                  |                                     | [ 66 ]                 |
| "My Favorite Things"            | 2019                   |                                  |                                     | [ 67 ]                 |
| "No Reason"                     | 2020                   |                                  |                                     | [ 68 ]                 |
| "What’s My Name (Dance Remix)"  | 2020                   | ZaZa                             |                                     | [ 69 ]                 |
| "Switch Phones" (Dance Video)   | 2021                   |                                  |                                     | [ 70 ]                 |
| "High School Musical"           | 2023                   |                                  |                                     | [ 71 ]                 |
| "Texts Go Green" (Dance Battle) | 2023                   |                                  | Mary Mason                          | [ 72 ]                 |
| "Santa Tell Me"                 | 2023                   |                                  | Nayip Ramos                         | [ 73 ]                 |
| "Elastic" (Dance Video)         | 2024                   |                                  | Mary Mason and Kylie Cantrall       | [ 74 ]                 |
| "What's My Name (Red Version)"  | 2024                   | China Anne McClain               | Jennifer Phang                      | [ 75 ]                 |
| "Unsure"                        | 2024                   | Alan Walker                      | Anders Øvergaard and Erik Bergamini | [ 76 ]                 |
| "Red"                           | 2024                   | Alex Boniello                    | Jennifer Phang                      | [ 77 ]                 |
| "Love Ain't It"                 | 2024                   | Rita Ora, Brandy and Malia Baker | Jennifer Phang                      | [ 78 ]                 |
| "Fight of Our Lives"            | 2024                   | Malia Baker                      | Jennifer Phang                      | [ 79 ]                 |
| "Life Is Sweeter"               | 2024                   | Descendants – Cast               | Jennifer Phang                      | [ 80 ]                 |
| Como artista Invitada           |                        |                                  |                                     |                        |
| "Sad Boy"                       | 2021                   | R3hab, Jonas Blue & Ava Max      | Noah Sterling                       | [ 81 ]                 |

## Giras

### Como artista Principal
- Descendants/Zombies: Worlds Collide Tour (2025)

## Premios y nominaciones
| Año  | Premio                          | Nominado                                                                | Categoría               | Resultado | Ref    |
| ---- | ------------------------------- | ----------------------------------------------------------------------- | ----------------------- | --------- | ------ |
| 2025 | Nickelodeon Kids' Choice Awards | Ella misma por su papel de Princesa Red en Descendants: The Rise of Red | Patea traseros favorito | Nominada  | [ 82 ] |